# 兒玉光雄
兒玉 光雄（こだま みつお、1932年9月24日 - 2020年10月28日）は、広島県出身の被爆者。1945年（昭和20年）8月6日の広島市への原子爆弾投下で至近距離で被爆し、放射線の影響により生涯にわたって闘病を続けるとともに、被爆体験を伝えるべく積極的に活動した。

## 概要
兒玉は旧制中学校1年生だった12歳の時に、爆心地から876メートルの校舎内で被爆した。即死は免れたものの致死量の半分以上に相当する4グレイを浴びたため放射線障害により一時は生死の境をさまよい、その後回復して88歳まで生きたが、晩年はがんが相次いで見つかった。
76歳の時に研究機関に血液を提供したことで染色体の異常が判明し、それ以来「私のような人間を二度とこの地球上で創らせてはいけない」と考え、被爆者として「核被曝の怖さ」のメッセージを積極的に発信すべきと考えて、あらゆる機会と媒体を通じて訴え、記録も始めた。修学旅行生や医学部の学生、海外の人などに向けて、亡くなる数か月前まで証言を続けた。生前は「原爆の非人道性を知りたければ、私の染色体を見りゃあええ」「放射線は、こんなにむごいものだ」「核と人類は共存し得ない」と訴え続けた。著書には『被爆者・ヒロシマからのメッセージ』（2014年）及びその英訳書『HIBAKUSHA』がある。
生前は兒玉の豊富で独特な被爆体験により、広島市から伝承者養成の講師に任命され、広島大学からはオーラルヒストリーや講義の要請があり、また8月6日の「広島原爆記念日」には日本放送協会から取材を受けてドキュメンタリー番組も作成された。米国放射線影響学会で報告するなど、研究分野においてもグローバルに協力を行っていた。
また、2004年（平成16年）からは広島平和記念資料館主催により、被爆者が証言活動を行う際に言葉では伝わらない場面や状況を絵によって伝える「次世代と描く原爆の絵」プロジェクトが行われており、2011年から参加した兒玉の証言を元に広島市立基町高等学校の「創造表現コース」の生徒が5枚の絵を完成させた。広島大学医学部医学資料館で「資料から見えてくる兒玉光雄さん」が2023年3月10日～５月26日まで開催された。

## 生い立ち
1932年（昭和7年）9月24日広島市荒神町に、逓信局の電話技手であった父と、和服の技術を教える教室を開いていた母の長男として誕生。2歳下の妹がいた。
1939年（昭和14年）4月、比治山尋常小学校に入学。1945年（昭和20年）4月、広島県立広島第一中学校（以下、広島一中）に進学。6月、空襲を避け兒玉家は市内から戸坂村へ移り、父の友人宅の離れで疎開生活を始めた。

## 被爆証言

### 被爆当日の状況
兒玉は、疎開していた旧戸坂村から汽車で広島駅へ行き、広島一中に通学していた。1945年8月6日も戸坂村在住の同級生とともに朝7時半ごろに登校した。
2年生以上は学徒動員のため、近郊の軍需工場等へ働きに出ていた。登校したのは兒玉ら1年生307人と数人の上級生だった。その日は防火帯を作る建物疎開作業に当たることになっており、1組、3組、5組の奇数クラスが先に屋外で作業をしていた。残りの偶数クラスは教室で自習をして作業を待機するように命じられた。兒玉は待機組であった。
教員がいない教室は雑談する生徒で賑やかであった。しばらくするとB-29が飛来する音がした。当時、降伏を促すビラなどが上空から撒かれていたため、ビラを拾うため兒玉は同級生とともに外へ出ようと、窓際の自席から反対側の廊下へ向かおうとした。その途中で、学校への持ち込みが禁止されている『少年倶楽部』という雑誌を見ていたグループが目に入り、足を止めた。このグループに割り込もうとしたその時、「黄金の火柱」が見え、気を失った。この一瞬が生死を分けた。

### 被爆直後の状況
307人の同級生のうち288人が被爆直後に死亡。屋外で作業していた3つのクラスのおよそ150人は、全員が死亡した。
どれくらいの時間が経っていたのかわからないが、激しい咳と嘔吐に襲われ意識を取り戻した。屋根や梁などの下敷きになっていたが、木材を割りながら何とか外に這い出ることができた。晴天だった空は夜のように暗く、瓦礫の下から「助けてくれ」という声が上がっていた。数人を助け出したものの、火災が発生し炎と煙でその場にいることは困難だった。自力で脱出した同級生の中には、兒玉と同じ窓際の席だったため、ガラスを浴びて全身裂傷を負っている者もいた。下敷きになっている同級生たちは、覚悟を決めたように「君が代」や学校の愛唱歌を歌い始めた。兒玉は「すまん。みんな…すまん」と謝りながら、その場を離れた。同級生の低い歌声は、兒玉の耳に終生残り続けることになった。
その後、火災を避けながら広島市電が走る広い道路を目指した。道に横たわる死体や、やけどを負い、わが子を抱きながら息絶えようとする母親、眼球が飛び出た青年など、無数の重傷者を目にした。兒玉は塀の下敷きとなった中年女性に足を掴まれ、瞬間的に振りほどいて逃げてしまった。離れていく兒玉を見つめる女性の視線は心の傷となって生涯残ることになった。
兒玉は戸坂村の疎開先に帰ろうと、放射線障害と思われる嘔吐を繰り返しながら駅を目指したが、この頃には真夏の太陽が照り付ける状態になっており、丹那駅の近くで意識を失った。気が付いた時には、見知らぬ家に寝かされていた。広島一中に通う3年生の甥をもつ女性が、一中の制服を着ていた兒玉を保護したのだった。この女性の親切がなければ、道端で死んでいただろう。
徒歩と汽車で戸坂村に戻った時には深夜になっていた。広島駅から見る広島の空は炎で真っ赤に見えたという。兒玉は、涙を流しながら残してきた同級生に「すまん」と手を合わせた。家に辿り着くと２，３日眠り続けたと言う。

### 急性放射線障害
被爆から4日後、広島一中の様子が気になっていた兒玉は、親戚とともに広島へ向かった。しかし、広島駅に着くと気分が悪くなり、嘔吐を繰り返した。学校には辿り着けず、引き返した。その後、頭髪が抜け、歯茎や目、鼻、耳の穴から出血、血便、血尿も出るようになった。小豆大の斑点が体中に広がり、40度を超える高熱が続き、頭髪がすべて抜け落ちた。大量の放射線を浴びた後に起こる急性障害であった。
兒玉は危篤に陥り、医師から「棺桶を用意した方が良い」と言われたが、母はドクダミの葉を煎じて飲ませ、化膿した傷口には葉をもんで張り付けるなど、徹夜の看病を続けた。
ようやく危険な状況を脱したのは9月中旬であった。しかしその後も頭髪は伸びず、胃腸の不調に悩まされることになった。秋ごろに、小学校の校舎を借りて授業が再開され、兒玉は復学したが、復学できたのは被爆した一年生307名中18名と他校からの転入生１名の合計19名のみだった。被爆の影響で頭髪が抜け、下痢と食欲不振に悩まされた。
広島一中に在学中、1947年（昭和22年）、アメリカが設置した原爆傷害調査委員会（ABCC）のジープが学校に来て、兒玉ら被爆した生徒を連行し、様々な検査を受けさせた。その後も麻酔なしで骨髄を採取され、その痛みと憤りから、ジープが迎えに来ても隠れて二度とABCCには協力しなかった。

## 安定期の状況
- 1948年（昭和23年） - 学制改革に伴って広島一中は広島県鯉城高等学校に。兒玉は美術部に入部。画家になる夢を抱く。
- 1951年（昭和26年） - 学区制の導入により編入していた向原高等学校を卒業。
- 1953年（昭和28年） - 広島大学水畜産学部に入学[32]。
- 1957年（昭和32年） - 広島大学を卒業[33]。向原町役場に就職し、産業育成等の業務に取り組んだ。
- 1961年（昭和36年）5月 - 結婚[34]。若者に先進農業を学ばせる農林省の外郭団体による海外農業研修事業を知り応募。
- 1962年（昭和37年） - スイスでの研修に出発。牧場経営、酪農、畜産、ハムやチーズ作りを学ぶ。
- 1963年（昭和38年） - 1年8か月の研修を経て帰国[35]。
- 1966年（昭和41年）5月 - 向原町の農協が経営する大草田牧場の牧場長に就任。
- 1970年（昭和45年） - 牧場長を辞職。西武化学工業に就職。その後、西武都市開発に転籍。
- 1982年（昭和57年） - この頃、妻の勧めで、初めて「被爆者健康手帳」を取得。
- 1986年（昭和61年） - 妻が死去。その後、広島へ転勤。海岸地区の再開発や空港建設に、現地事業体の役員として取り組む。
- 1992年（平成4年） - 再婚。
- 1998年（平成10年） - 平和記念資料館による「被爆者証言ビデオ」で証言する[36]。
- 2005年（平成17年） - NHK広島放送局制作のNHKスペシャル「被爆者 命の記録」の取材を受ける[注 10][37]。

## 闘病生活
異変が起き始めたのは、被爆から48年が経った60歳の夏だった。大腸がんが見つかり、20から30センチ切除。
63歳の時、胃壁にできたポリープの先端ががん化、摘出手術する。
65歳の時、右頬の腫瘍が「基底細胞上皮腫」と診断。この皮膚がんが、背中や頭部になど全身で見つかり、15年ほどの間に19回の皮膚がん手術を繰り返した。医師が「放射線関連の技師などをされていたんですか」と尋ねるほどだった。
70歳のときには甲状腺癌の手術を受け、甲状腺機能低下を防ぐ薬を一生飲み続けることになった。
兒玉のがんは「転移」ではなく、それぞれの器官の細胞ががん化したものだった。至近距離で放射線を全身に浴びたので、体中の細胞が損傷を受けたために「重複がん」になった。
76歳の時、兒玉は放射線影響研究所で、染色体の検査を受けた。100個の細胞のうち102箇所で「転座」と呼ばれる異常が見られた。転座は加齢などによっても起こるが、多くても2～3個で、兒玉の異常な数は研究者も驚くほどであった。「回復の見込みはない」と告げられた兒玉は、ショックを受けながらも「私のような人間を二度とこの地球上で創らせてはいけない」という強い決意から、「被ばくの怖さの実相を、生かされている限りは世の中に伝え続けていきたい」と確信した。
84歳の時、腎臓にがんが見つかり、検査をしたところ骨髄異形成症候群（MDS）も同時に診断される。被爆の影響により骨髄で正常な血液をつくることができなくなっていたので、腎臓の手術を断念した。
このように兒玉ががんと診断された回数は22度に及んだ。
2016年（平成28年）、ハワイで催された第62回米国放射線影響学会（RRS）で講演。
2020年（令和2年）7月26日、広島一中を前身とする広島国泰寺高等学校での慰霊祭に車椅子で参加し、若くして亡くなった同級生たちを慰霊する。7月30日に広島大学医学部の学生に向けたオンデマンド授業のためのビデオを収録した。、これが最後の証言となった。10月28日、左腎細胞がんのため死去。享年88。

## 兒玉に影響を与えた人物
- 中村典 - 元放射線影響研究所遺伝学部長で、放射線影響研究所顧問。2006年に放射線影響研究所を訪ねた兒玉に応対した。兒玉は学生時代にABCCでの体験から、後身である放射線影響研究所にも不信感を抱いていたが、中村の心配りある態度と応対に感銘を受けて「わだかまりが解けた」[15]と語っている。
- 太田昌克 - 共同通信社編集委員・論説委員で、核兵器の問題を取材し続ける核の問題に詳しいジャーナリスト。兒玉は太田から核についての教えを受け、太田は兒玉から原爆と放射線に関する教えを受けた[3]。
- 橫井秀信 - NHKプロデューサーで、兒玉を特集した番組を担当した。NHKスペシャル『被爆者 命の記録』の取材で、兒玉と一緒に被爆した同級生18人の足取りをともにたどった。また、2019年に兒玉の半生を記録した『異端の被爆者 22度のがんを生き抜く男』を執筆した[注 12]。

## テレビ番組
- NHK (6 August 2005). NHKスペシャル『被爆者 命の記録』.
- NHK (6 August 2015). NHKスペシャル『きのこ雲の下で何が起きていたのか』.